# Колубовский, Яков Николаевич
Яков Николаевич Колубовский (7 октября 1863, Глухов, Российская империя — 1929, Нежин, СССР) — знаток и историк русской философской литературы, казначей Философского общества при Императорском Санкт-Петербургском университете.

## Биография
Яков Николаевич Колубовский родился в Глухове в 1863 году, учился в местной прогимназии и коллегии Павла Галагана в Киеве, затем в Санкт-Петербургском университете; по окончании курса в 1886 году слушал лекции по философии и педагогике у Вундта, Шуберта — Зольдерна, Зейделя, Виндиша и Мазиуса в Лейпциге.
В 1891—92 гг. был помощником редактора журнала «Вопросы философии и психологии».
С 1892 года преподает историю педагогики, а с 1894 логику на Санкт-Петербургских педагогических курсах.
Колубовкий напечатал:
- «Психологическая лаборатория» («Русское богатство», 1890 г.),
- «Материалы для истории философии в России» («Вопросы Философии и Психологии», 1890—91),
- «Философский ежегодник за 1893» (там же, 1894—95) и ряд библиографических перечней философских книг и журнальных статей на русском языке (там же в 1890—1893 гг.).

Кроме того, перевел «Историю новой философии» Ибервега—Гейнце (СПб., 1890), присоединив к ней очерк философии у русских (в дополненном виде появился в «Zeitsshrift für philosoph. u. philosoph. Kritik» за 1894), и редактировал значительную часть очерков психологии Гефдинга (Москва, 1892).
Колубовский — библиограф русской философии в лучшем значении этого слова, так как все реферируемое им подвергалось предварительно тщательному изучению.